# Maija Tammi
Maija Tammi, född 1985 i Lundo i Finland, är en finländsk fotograf. Sedan 2005 arbetar hon som journalist och fotograf för diverse dagstidningar och magasin, bland annat Turun Sanomat, Helsingin Sanomat och kvinnotidskriften MeNaiset. Hon studerade på journalistprogrammet vid Tammerfors universitet, och avlade masterexamen 2010. Dessutom har hon arbetat tillsammans med Christopher Anderson hos agenturen Magnum Photos.
Tammi bor och arbetar i Finland, Kanada och USA. 

## Teman
Maija Tammi blev allmänt känd efter sin fotoserie Bingo som visar bingospelare i Åbo, Tammerfors och Kanada. För dessa fotografier vann hon 2011 det mest prestigefulla finska fotopriset, Fotofinlandia award. Filmregissören Dome Karukoski som valde vinnaren, säger att hennes bilder skulle han inte hänga upp hemma.
Tammi har även gjort en fotoserie om kroppsdelar som opererats bort. Vidare arbetar hon på med att fotografera livet på Grönland, personer med kortvuxenhet i USA och folksjukdomar.
Reportaget om kortvuxna beskrev bland annat paret Sofiya och Clinton och deras vardag. 

## Priser
- 2010: Press Photographer of the Year
- 2011: Fotofinlandia award